# Juan Manuel Polar Vargas
Juan Manuel Polar Vargas (Arequipa, 22 de febrero de 1868 - ib., 22 de marzo de 1936), fue un educador y escritor peruano. De formación autodidacta, fue un gran animador de la vida intelectual de su ciudad natal.

## Biografía
Hijo del canciller Juan Manuel Polar y Carasas, y de María Manuela Vargas Maldonado. Era el último de once hermanos, entre los cuales se cuentan Jorge Polar Vargas (1856-1932) catedrático y escritor; y Carlos Rubén Polar Vargas (1852-1927), abogado y magistrado.
Cursó sus estudios escolares en el Colegio Nacional de la Independencia Americana, y luego se consagró a la enseñanza en escuelas primarias particulares. En 1902 pasó a ser director de primaria del Colegio de la Independencia Americana, donde llegó a ser muy apreciado como mentor de los alumnos y consultor de los profesores. Por su sencillez y bondad fue considerado como un santo laico.
Sus amplios conocimientos humanísticos los forjó de manera autodidacta, pues no cursó estudios superiores. La Universidad Nacional de San Agustín de Arequipa le confirió el doctorado honoris causa y lo nombró catedrático de Literatura Antigua y Literatura del Perú.
Su casa, situada en la calle Santa Catalina, se convirtió en un centro de reunión nocturna de escritores y políticos, los cuales fueron apodados pacpacos, que es el nombre quechua de las aves rapaces nocturnas (lechuzas).  Durante muchos años fue un auténtico orientador de la vida intelectual en su ciudad natal. A dicho grupo de los pacpacos o pacpaquería, que se desenvolvió durante los años inmediatos a 1920, pertenecía su hermano Jorge Polar, que también fue un destacado intelectual, pero cuya obra es más que nada filosófica y estética. Otros de sus integrantes fueron Alberto Rey de Castro, Manuel Ugarteche, Jorge Alberto Llosa, Benigno Ramírez del Villar, entre otros. En torno a ellos creció la generación postmodernista de Arequipa, equivalente a la de los colónidas de Lima.
Enfermó repentinamente y falleció a los 68 años de edad. El pueblo entero acudió masivamente a su entierro y le tributó su homenaje de afecto. Sus alumnos del Colegio de la Independencia Americana le erigieron una estatua en bronce, con esta dedicatoria: «¡Al más querido maestro de todos los tiempos!».

## Publicaciones
A decir de Luis Alberto Sánchez, «fue un escritor pulcro y fino, poco fecundo», resaltando que «su personalidad humana supera a la de escritor».
- Don Quijote en Yanquilandia (1925 y 1958), novela en la que transporta a los personajes cervantinos, Don Quijote y Sancho Panza, a los Estados Unidos, intentando contrastar el idealismo con el materialismo. Destaca por el manejo del idioma castizo.[2][5]
- Al margen (1929)[2]
- Comentarios (1934), opiniones sobre temas políticos y sociales de su país.[2]

Estrenó también un drama, titulado La Liga de las Naciones (1930). Sus cuentos fueron recopilados en el libro Pliegos al viento (1908), y algunos de ellos figuran en la antología El cuento arequipeño (1958). Sus artículos periodísticos se publicaron en la prensa de Arequipa y Lima.